# 开口谐振环
开口谐振环,（split-ring resonator）是磁性超材料的一种。Pendry指出一对同心的亚波长大小的开口谐振环，互相反向放置,可以有效地提高磁导率1。事实上开口谐振环这一术语早在Pendry之前就被创建了。上个世纪80年代早期，Hardy用一种类似的结构和同样的术语描述了带有一条线状缺口的空心圆柱体在大约1GHz的频率上表现出来的磁谐振2。Pendry和他的伙伴们把这种结构改造成现在这种形式，这种设计在当今的超材料研究中被用作许多超磁单元的原型。

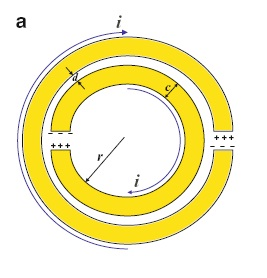
开口谐振环

## 原理
一个金属圆环在与其垂直的变化磁场中，会产生感应电磁场，但却并非谐振的系统。为了产生谐振加强磁响应，我们需要引入电容。因为电感和电容一起才能形成谐振电路（金属圆环可视为电感）。为此我们在每个金属环上加入一个缺口，这样，如图所示，就形成了电容，电荷会在两端积聚。这样这个开口谐振环就类比于一个带有两个电容的谐振电路。之所以使用两个开口谐振环是因为单个开口谐振环积聚的电荷会产生电偶极矩消弱我们所想要的电磁极矩，两个开口反向放置的开口谐振环所产生的电偶极矩会互相抵消，因此，在超材料设计中我们经常使用双开口谐振环结构。